# Northern California Translators Association
La Northern California Translators Association (NCTA, en español Asociación de Traductores del Norte de California) es una sección regional de la American Translators Association. Fue fundada en 1978 y tiene más de 500 miembros, lo que incluye a personas, empresas y organismos públicos.
La NCTA celebra cuatro asambleas generales anuales, publica un boletín llamado Translorial y presta sus locales para los exámenes de certificación de la ATA.
En California el término "Norte de California" suele aplicarse al Área de la Bahía de San Francisco, y lógicamente la NCTA se centra en la comunidad de traductores e intérpretes de esa zona.